# Jack Straw (homme politique)
John Whitaker Straw, dit Jack Straw, né le 3 août 1946 à Buckhurst Hill (Essex), est un homme politique britannique, membre du Parti travailliste. Il est Lord chancelier et secrétaire d'État à la Justice dans le gouvernement Gordon Brown. 
député de 1979 à 2015, il est également secrétaire d'État à l'Intérieur, aux Affaires étrangères et leader de la Chambre des communes sous Tony Blair.

## Carrière

### Membre du Parlement
De 1969 à 1971, Jack Straw est le président de la National Union of Students, le principal syndicat étudiant du Royaume-Uni. Il est ensuite de 1979 à 2015 membre du Parlement pour la circonscription de Blackburn, une zone industrielle du nord de l’Angleterre.

### Membre du cabinet fantôme
Jack Straw devient membre du cabinet fantôme formé par les travaillistes lors du mandat de Margaret Thatcher.
À partir de 1987, il est chargé de l’éducation, et défend notamment la possibilité pour les écoles privées hors contrat musulmanes et juives orthodoxes d’avoir un programme scolaire spécifique et de recevoir des fonds publics, propos qui furent critiqués notamment à cause des écoles musulmanes. Il contribua à mobiliser l’électorat musulman en faveur des travaillistes en prenant alors la défense de ces écoles et en affirmant que les critiques de l’islam étaient dû à des stéréotypes et une ignorance du rôle de la femme au sein de l’islam.
Il est chargé de l’Environnement de 1992 à 1994.
Après la mort de John Smith, lorsque Tony Blair devient chef du Parti travailliste, Straw le remplace dans le cabinet fantôme au portefeuille de l’Intérieur. Comme Blair, Straw entreprend de changer l’image du Parti travailliste, considéré par beaucoup comme laxiste en matière de sécurité publique ; il défend ainsi les couvre-feux pour les mineurs, et condamna les mendiants agressifs.

### Secrétaire à l’Intérieur
Straw est secrétaire d’État au département de l’Intérieur durant le premier mandat de Tony Blair, entre 1997 et 2001.
En 2000, il propose une loi qui augmente les pouvoirs de la police contre les actes de terrorisme. Cette politique a le soutien de Margaret Thatcher, bien qu'elle soit critiquée pour son atteinte aux libertés individuelles et son autoritarisme. Jack Straw incorpore dans le droit britannique la Convention européenne de sauvegarde des droits de l’Homme et des libertés fondamentales.
En 2000 Jack Straw prend la responsabilité de donner l’autorisation à Augusto Pinochet de retourner au Chili, alors que des plaintes avaient été déposées contre lui au Royaume-Uni et en Espagne pour crime contre l’humanité.

### Secrétaire aux Affaires étrangères
En 2001, il est nommé secrétaire d’État aux Affaires étrangères et du Commonwealth, en remplacement de Robin Cook.
Après les attentats du 11 septembre 2001, il mène la politique de soutien aux États-Unis et la participation britannique à la guerre d'Afghanistan, puis, bien que réticent et opposé à un renversement du régime de Saddam Hussein, à la guerre en Irak. Le 26 novembre 2003, il fait une visite éclair en Irak.
À la suite des attentats du 7 juillet 2005 à Londres, il remplace Tony Blair au sommet du G8.

### Leader de la Chambre des communes
Le 5 mai 2006, après la défaite du Parti travailliste aux élections locales, il quitte ce poste pour celui de leader de la Chambre des communes, et est remplacé par Margaret Beckett aux Affaires étrangères.
Le 25 mars 2007, il soutient la candidature de Gordon Brown à tête du Parti travailliste.

### Lord chancelier
Le 28 juin 2007, lors de la formation du cabinet Brown, Straw devient lord chancelier et secrétaire d’État à la Justice ; c’est le premier non-pair à devenir lord chancelier.